# Batalha de Brienne

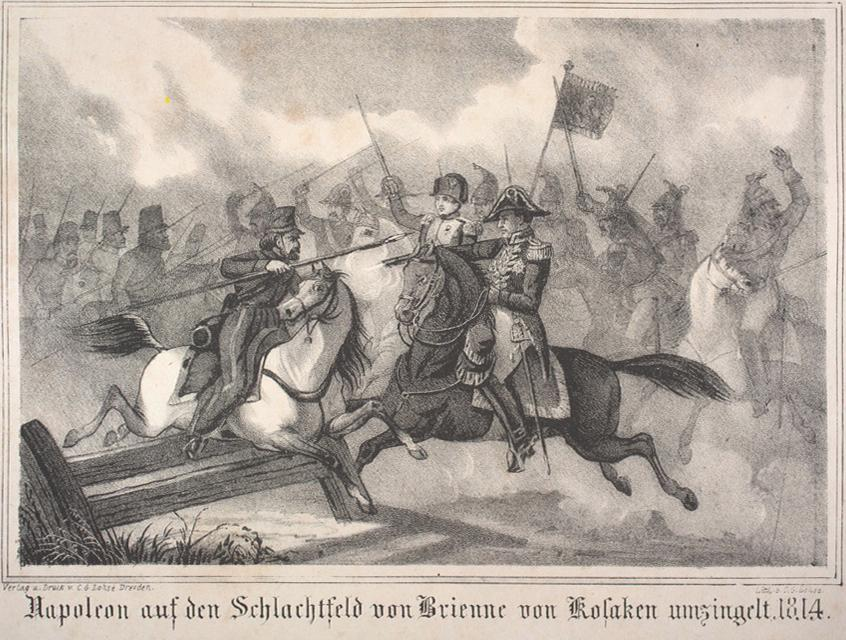
Batalha de Brienne

A Batalha de Brienne (29 de janeiro de 1814) viu um exército imperial francês liderado pelo imperador Napoleão atacar as forças prussianas e russas comandadas pelo marechal de campo prussiano Gebhard Leberecht von Blücher. Depois de intensos combates que se estenderam noite adentro, os franceses tomaram o castelo, quase capturando Blücher. No entanto, os franceses foram incapazes de desalojar os russos da cidade de Brienne-le-Château. O próprio Napoleão, fazendo sua primeira aparição em um campo de batalha em 1814, também quase foi capturado. Muito cedo na manhã seguinte, as tropas de Blücher abandonaram silenciosamente a cidade e recuaram para o sul, cedendo o campo aos franceses.
No final de dezembro de 1813, dois exércitos aliados, inicialmente com 300 000 homens, esmagaram as fracas defesas da França e se mudaram para o oeste. No final de janeiro, Napoleão entrou pessoalmente em campo para liderar seus exércitos. O imperador francês esperava paralisar o exército de Blücher antes que ele pudesse se combinar com o principal exército aliado sob o comando do marechal de campo austríaco Carlos Filipe, Príncipe de Schwarzenberg. A aposta de Napoleão falhou e Blücher escapou para se juntar a Schwarzenberg. Três dias depois, os dois exércitos aliados combinaram seus 120 000 homens e atacaram Napoleão na Batalha de La Rothière.